# Klinik Löwenstein

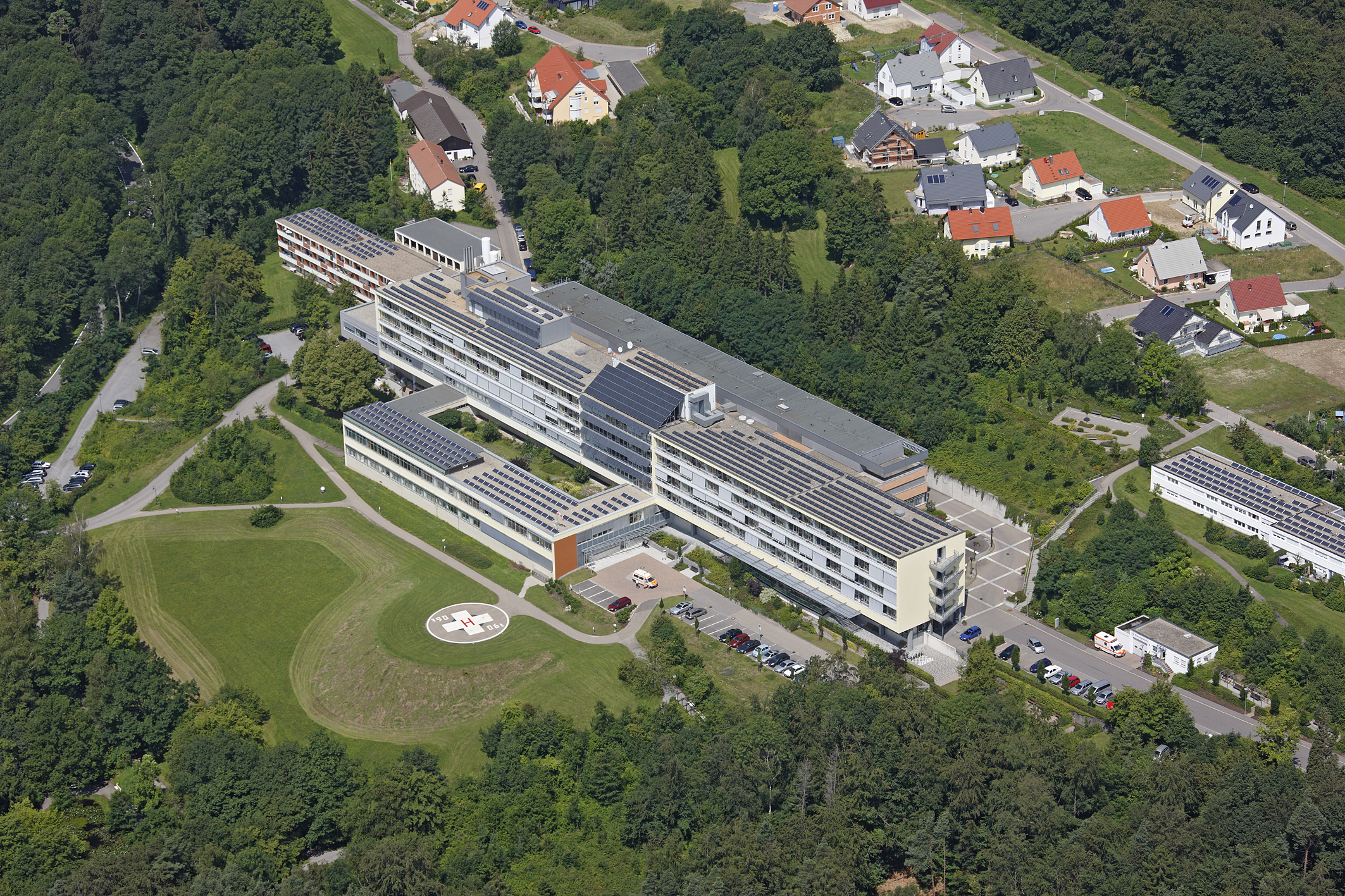
Klinik Löwenstein

Ehemaliges Logo

Die Klinik Löwenstein ist ein Fachkrankenhaus für Pneumologie, Thorax- und Gefäßchirurgie sowie Schmerztherapie in öffentlicher Trägerschaft mit Sitz in Löwenstein, Landkreis Heilbronn, Baden-Württemberg.

## Geschichte
Die Klinik geht auf eine 1943 in der Heilanstalt Weißenhof in Weinsberg gegründete Lungenheilstätte zurück, die 1946 ins Schloss Horneck in Gundelsheim umzog und dort bis 1960 blieb. Ab dem 1. September 1960 erfolgte der Umzug in ein vom Landeswohlfahrtsverband Württemberg-Hohenzollern (bzw. einem Vorgängerverband) als Sanatorium für Tuberkulosekranke neu erbautes Gebäude in Löwenstein. Mitte der 1970er Jahre wurde das Sanatorium infolge des Rückgangs der Tuberkulose zum Fachkrankenhaus für Lungen- und Bronchialerkrankungen umstrukturiert. 1985 wurde sie Zentrum für Pneumologie, Thorax- und Gefäßchirurgie. 1996 bis 2004 wurde das Gebäude in drei Bauabschnitten umfangreich saniert.
1998 wurde die Klinik zur GmbH mit dem Alleingesellschafter Landeswohlfahrtsverband Württemberg-Hohenzollern umgewandelt.
Am 1. Juli 2007 wurden die SLK-Kliniken Heilbronn GmbH neuer Gesellschafter. Deren Gesellschafter wiederum sind der Landkreis und die Stadt Heilbronn. Diese bildeten gemeinsam mit der Hohenloher Krankenhaus gGmbH die Regionale Gesundheitsholding Heilbronn-Franken (RGHF). Zum 30. Juni 2017 schied die Hohenloher Krankenhaus gGmbH wieder aus der RGHF aus.

## Struktur

### Behandlungsschwerpunkte
Schwerpunkte der Behandlung sind die Krankheitsbilder Asthma, chronische Bronchitis, COPD, Bronchialkarzinom, Metastasen der Lunge, Erkrankungen des Rippenfells, Deformitäten des Brustkorbes, Krebsnachsorge, Lungenemphysem, Sarkoidose, Lungenfibrose, Atemversagen mit Herzschwäche, Lungenhochdruck, Allergien, Gefäßerkrankungen, Tuberkulose, Schlafmedizin sowie Schmerzmedizin.
2015 wurden rund 8.500 Patienten stationär und rund 10.500 ambulant behandelt. 2022 waren es rund 7.200 stationär und rund 14.200 ambulant behandelte Patienten.

### Fachgebiete
- Thorax- und Gefäßchirurgie,
- Pneumologie mit Beatmungsmedizin,
- Onkologie mit Palliativmedizin
- Anästhesie
- Schmerztherapie (Regionales Schmerzzentrum DGS)

### Ausbildung
Es gibt eine Schule für Gesundheits- und Krankenpflege. Weitere Ausbildungsmöglichkeiten bestehen zum Koch, Arzthelfer, Bürokaufmann und Elektroniker (Fachrichtung Energie- und Gebäudetechnik).

## Klinikdirektoren
- Prof. Dr. Thomas Peter Graeter, Ärztlicher Direktor der Thorax- und Gefäßchirurgie